# Att rösta med fötterna
Att rösta med fötterna är ett metaforiskt begrepp inom ekonomi och politik för en individs missnöjesyttring över något genom att lämna en plats eller ett sammanhang, alternativt att sluta köpa, använda eller stödja något. Det kan även, men mindre vanligt, avse att en individ visar sin preferens genom att ta sig till en plats eller ett sammanhang, alternativt köpa, använda eller stödja något. Ett närliggande begrepp är att rösta med plånboken som beskriver att en individ väljer eller röstar på något utifrån vad individen bedömer som mest ekonomiskt gynnsamt för denne själv.
Att lämna en plats eller ett sammanhang har beskrivits som att en individ utnyttjar sin frihet att göra exit. Exit och protest beskrivs som en individs grundläggande påverkan i ekonomi och politik, där protest beskrivs som att stanna kvar och försöka få till en förändring till det bättre, medan exit beskrivs som en mer ultimativ påverkan genom att lämna ett sammanhang. Traditionellt har exit mest analyserats inom ekonomi, medan protest dominerat den politiska analysen. En kund som inte är nöjd med en vara eller en tjänst kan göra exit, det vill säga rösta med fötterna, och välja en annan vara eller tjänst som bättre löser kundens problem eller behov.
I politiska sammanhang kan att rösta med fötterna ses som en metod att utkräva politiskt ansvar som kompletterar valhandlingen. Att välja parti eller kandidater är en väljares möjlighet till protest inom ett visst politiskt system, medan att flytta från det aktuella systemet och förflytta sig till ett attraktivare system är uttryck för exit.
Lojalitet är en faktor som kan minska sannolikheten för att en individ röstar med fötterna. Lojalitet kommer till uttryck genom att en individ väljer att stanna kvar i ett sammanhang trots att individen upplever sin situation i sammanhanget som otillfredsställande, inte sällan med en förhoppning om en förbättring av sin situation. Om alternativ saknas eller är kostsamma kan även det motverka en individs möjlighet att lämna ett sammanhang.
Att rösta med fötterna är en avgörande individuell handling i så kallade (offentliga) valfrihetssystem med konkurrens mellan utförare, bland annat inom svensk välfärd.